# Медведева, Галина Витальевна
Галина Витальевна Медведева (Афанасьева-Медведева; род. 6 июня 1960, Братск, Иркутская область) — советский и российский литературовед, прозаик, этнограф, фольклорист, член Союза писателей России. Доктор филологических наук (2012). Лауреат Государственной премии Российской Федерации (2020).

## Биография
Родилась 6 июня 1960 года в городе Братске Иркутской области. Завершив обучение в Троицкой средней школе, в 1977 году поступила в Иркутский государственный педагогический институт на филологический факультет. В 1987 году закончила обучение в целевой аспирантуре по специальности — фольклористика. 17 декабря 1997 года защитила в Улан-Удэ диссертацию на соискание степени кандидата филологических наук («Колдун, знахарь в русских мифологических рассказах, представлениях Восточной Сибири: структура и содержание образов, ареалы и семантика именований»; официальные оппоненты С. Ш. Чагдуров и А. Г. Игумнов), а в 2012 году защитила докторскую диссертацию «Медвежий культ и отражение его в устной народной прозе русских старожилов Восточной Сибири: семантика, сюжетно-мотивный фонд нарративов, номинации» (официальные оппоненты Н. Б. Дашиева, В. Л. Кляус и Е. Н. Кузьмина).
Автор книг и множества научных статей, очерков, которые посвящены изучению народной культуре Сибири. Важным направлением в своём творчестве Галина Медведева считает работу с народным словом, что ярко продемонстрировала в очерках о народных мастерах слова: Ф. И. Лоншакове («Берегом Шилки»), Г. А. Шеметовой (очерк «Золотое донышко»), Н. С. Томшиной («Ах, ти, мнеченьки») и других. Она подготовила уникальное издание «Словарь говоров русских старожилов Байкальской Сибири» в 20 томах.
В 2009 году принята в Союз писателей России. Трудится в должности директора регионального центра русского языка.
Проживает в Иркутске.

## Награды и премии
- Премия святителя Иннокентия (2008),
- премия губернатора Иркутской области (2008),
- Почетная грамота министерства образования и науки РФ (2009),
- Орден Дружбы (4 сентября 2011 года) — За достигнутые трудовые успехи и многолетнюю добросовестную работу[6].
- Золотая медаль имени А. С. Пушкина «За выдающийся вклад в литературу» (2019).
- Государственная премия Российской Федерации в области литературы и искусства 2019 года (18 июня 2020 года) — За вклад в сохранение, изучение и развитие традиционной вербальной культуры русских старожилов Байкальской Сибири[7].

## Отзывы
Писатель Валентин Распутин высоко оценил работу Галины Медведевой над словарём:
"Словарь этот именно свод, энциклопедия, житие и сказание сибирских окраин, которые Г. В. Афанасьева-Медведева объединила в Байкальскую Сибирь. Славное, достойное нашего поколения, житие и вдохновенное, из уст этого жития, многоголосное сказание. И богатырский подвиг Галины Афанасьевой-Медведевой, подобного которому после XIX века, кажется, не бывало. А по мере трудничества, по объёмам и размаху старательства на «золотоносных» сибирских землях, вероятно, и сравнить не с чем.

## Основные работы
Автор следующих книг:
- Рождественская ночь: сказки, былички, заговоры / составитель, предисловие, очерки, подготовка текстов, комментарии Г. В. Афанасьевой-Медведевой. — Иркутск : Восточно-Сибирское книжное издательство, 1994. — 412, [2] с. ; 17 см. — (Сибирская живая старина ; СЖС).
- Медведева Г. В. Русская охота на медведя в Восточной Сибири в фольклорном и этнолингвистическом освещении / Г. В. Медведева. — Иркутск: ООО «Репроцентр А1», 2002. — 338 с. — 21,25 п.л.
- Медведева Г. В. Образ медведя в русской народной прозе Восточной Сибири (по материалам фольклорных экспедиций 1980—2005 гг.) / Г. В. Медведева // Сибирь в контексте российских перемен: исторический опыт, традиции и проблемы современности (мат-лы регион. науч.-практич. конф-ции, посв. памяти профессора В. И. Дулова и его ученика профессора В. Г. Тюкавкина) в 2-х кн. — Иркутск, 2005. — Кн. 1. — С. 15 — 21. — 0,44 п.л.
- Афанасьева-Медведева Галина Витальевна. Словарь говоров русских старожилов Байкальской Сибири : в 20-ти томах. / Г. В. АфанасьеваМедведева. — Санкт-Петербург : Наука: Иркутск: Иркутская областная типография № 1: Иркутск : Репроцентр А1, 2006—2017.
- Афанасьева-Медведева Г. В., Дроздов Н. Н., Курбатов В. Я. и др. По Ангаре… / Г. В. Афанасьева-Медведева, Н. Н. Дроздов, В. Я. Курбатов, В. Г. Распутин. — Иркутск: Издатель Сапронов, 2014. — 255 с.
- Народное слово в рассказах и повестях Валентина Распутина : словарь: в 2-х томах / Министерство культуры и архивов Иркутской области, ГБУК ИО «Региональный центр русского языка, фольклора и этнографии», Иркутский государственный университет, Научно-исследовательская лаборатория по изучению традиционной культуры Восточной Сибири / Г. В. Афанасьева-Медведева. — Иркутск : Репроцентр А1, 2017—432 с.